# WrestleMania XV
WrestleMania XV è stata la quindicesima edizione dell'omonimo pay-per-view, prodotto dalla World Wrestling Federation. L'evento si è svolto il 28 marzo 1999 al First Union Center di Filadelfia.
Il match principale fu il No Disqualification match per il WWF Championship tra il campione The Rock e lo sfidante Steve Austin. Il penultimo match fu l'Hell in a Cell match tra The Undertaker e Big Boss Man. Nella parte bassa della card, vennero difesi sei dei sette titoli attivi, inclusa la prima difesa titolata dell'Hardcore Championship. Inoltre nell'undercard, ci fu il Brawl for All match, un incontro di shootfighting non determinato dalla kayfabe tra il wrestler Bart Gunn e il boxer/artista marziale Butterbean. L'evento ha visto l'ultima apparizione in WWF di Gorilla Monsoon, il quale morì nell'ottobre dello stesso anno.
L'evento incassò 1.437.050 dollari, grazie ai 20.276 biglietti venduti.

## Storyline
Dopo aver perso il WWF Tag Team Championship, Road Dogg e Billy Gunn, si concentrarono nella competizione singola nella quale Gunn fallì la conquista dell'Intercontinental Championship, mentre Dogg vinse l'Hardcore Championship fino al suo infortunio che gli impedì di difendere il titolo contro Al Snow, che si ritrovò ad affrontare Bob Holly per il titolo vacante a St. Valentine's Day Massacre: In Your House, vinto da quest'ultimo. Dopo la conquista dell'Intercontinental Championship di Road Dogg a Raw is War, Gunn combatté contro Holly (adesso Hardcore Holly) e vinse quando Holly sbatté contro il tavolo di commento di Jim Ross, costruito appositamente per lui.
L'anno precedente, a causa di un roster espansivo, venne organizzato un torneo di shootfighting chiamato Braw for All, vinto da Bart Gunn il 24 agosto. Quando Bob Holly si ribattezzò Hardcore Holly il 15 febbraio, rinnunciò alla gimmick che aveva avuto in passato. Gunn fece la sua prima apparizione dalla sua vittoria del torneo, ricordando a Holly che non tutti i suoi compagni di coppia erano scarsi. Dopo un hardcore match tra i due, vinto da Bart Gunn, quest'ultimo venne attaccato dal noto artista marziale misto Eric "Butterbean" Esch, che all'epoca aveva un record di 43-1 e lo sfidò in un Brawl for All fight a WrestleMania.
Dalle Survivor Series fino alla notte successiva a St. Valentine's Day Massacre: In Your House, The Rock e Mankind si affrontarono molte volte per il WWF Championship. Nel loro ultimo match a Raw is War in un ladder match, Paul Wight eseguì la Showstopper ai danni di Mankind e permise a The Rock di vincere il titolo. Nonostante Mr. McMahon abbia nominato Big Show come arbitro speciale per garantire la vittoria a The Rock, Mankind si offrì per essere il secondo arbitro e venne indetto un match tra Show e Mankind in vista per WrestleMania per decretare l'arbitro speciale del main event.

## Match
The Rock perde il WWF Championship contro Steve Austin. L'arbitro del match avrebbe dovuto essere Mick Foley, che si era conquistato questo diritto nella stessa serata, sconfiggendo Big Show per squalifica. Tuttavia Foley non fu in grado di arbitrare l'incontro, a causa di un assalto subito nel backstage. Vince McMahon decise di prendere il suo posto, ma Shawn Michaels lo fermò e designò come arbitro Mike Chioda. Triple H perse per squalifica contro Kane e nella stessa serata passò tra le file della "Corporation" assieme a Chyna. Grazie all'aiuto di The Game, Shane McMahon riuscì a sconfiggere X-Pac, suo compagno nella D-Generation X, e a confermarsi European Championship. L'altro membro della D-X, Road Dogg si mise in mostra, vincendo un Fatal Four Way Match valido per l'Intercontinental Championship. Il PPV presenta anche il primo Hell in a Cell match della storia di WrestleMania dove The Undertaker sconfigge Big Boss Man con il famoso finale, in cui il becchino impiccò il suo avversario;

## Risultati
| #    | Incontri                                                                               | Stipulazioni                                                                        | Durata |
| ---- | -------------------------------------------------------------------------------------- | ----------------------------------------------------------------------------------- | ------ |
| Heat | Jacqueline (con Terri Runnels) ha sconfitto Ivory                                      | Single match                                                                        | 01:23  |
| Heat | D'Lo Brown e Test hanno vinto eliminando per ultimi Droz e The Godfather               | Tag team battle royal per determinare i primi sfidanti al WWF Tag Team Championship | 04:14  |
| 1    | Hardcore Holly ha sconfitto Al Snow e Billy Gunn (c)                                   | Triple threat hardcore match per il WWF Hardcore Championship                       | 07:07  |
| 2    | Jeff Jarrett e Owen Hart (c) (con Debra) hanno sconfitto D'Lo Brown e Test (con Ivory) | Tag team match per il WWF Tag Team Championship                                     | 03:59  |
| 3    | Butterbean ha sconfitto Bart Gunn                                                      | Brawl for all match con Vinny Paz come arbitro speciale                             | 00:35  |
| 4    | Mankind ha sconfitto Big Show per squalifica                                           | Single match per diventare l'arbitro speciale del match per il WWF Championship     | 06:52  |
| 5    | Road Dogg (c) ha sconfitto Goldust (con The Blue Meanie), Ken Shamrock e Val Venis     | Fatal four-way elimination match per il WWF Intercontinental Championship           | 09:46  |
| 6    | Kane (con Chyna) ha sconfitto Triple H per squalifica                                  | Single match                                                                        | 11:32  |
| 7    | Sable (c) ha sconfitto Tori                                                            | Single match per il WWF Women's Championship                                        | 05:08  |
| 8    | Shane McMahon (c) (con Test) ha sconfitto X-Pac                                        | Single match per il WWF European Championship                                       | 08:42  |
| 9    | The Undertaker (con Paul Bearer) ha sconfitto Big Boss Man                             | Hell in a cell match                                                                | 09:48  |
| 10   | Steve Austin ha sconfitto The Rock (c)                                                 | No disqualification match per il WWF Championship con Mankind come arbitro speciale | 16:53  |